# СуО
Ким Джун-мьон (на корейски: 김준면), по-известен със сценичното си име СуO или Сухо (означаващо „пазител“ на корейски), е южнокорейски певец и актьор, както и лидерът и вокалист в южнокорейската момчешка група EXO и суб-група EXO-K. Освен в дейностите на групата, Сухо е участвал и в различни телевизионни драми и филми.

## Биография
Су-хо е роден в Сеул и живее в района на Сеул в Апгуджонг със семейството си. По време на младостта си Су-хо е класен председател в началното училище и завършва престижната гимназия "Whimoon High School'. Тои подписва с компания чрез системата за кастинг на SM Entertainment през 2006 г., когато е на 16 години, след като е открит на улицата от мениджър на кастинг на SM.

## Кариера

### 2012-–14: Начало на кариерата си
Сухо е десетият представен член на EXO на 15 февруари 2012 г. Групата дебютира през април 2012 г. с песента „Мама“ и с него като техен лидер.
През 2013 г. Сухо озвучава главния герой „Бернар“ за корейските субтитри на анимационния филм „Saving Santa“. Той също така записва оригиналния саундтрак на филма със същото име с Jung Eun-ji от „Apink“.
През февруари 2014 г. Сухо става редовен водещ на седмичното музикално шоу на SBS Inkigayo, заедно с Бекхьон от EXO, Kwanghee от ZE:А и актрисата Lee Yu-bi. Сухо и Бекхьон напускат позицията през ноември 2014 г., за да се съсредоточат върху издаването на втория студиен албум на EXO.

### Актьорски роли и мюзикъли
През януари 2015 г. той участва в холограмния мюзикъл на SM Entertainment, „School OZ“, играещ героя на Ханс, заедно с Чангмин, Key, Luna, Сиумин и Сълги. През април 2015 г. той е редовен участник в актьорското шоу на KBS „Fluttering India“, където проучват няколко места в Мумбай, Индия.
През април 2016 г. бе потвърдено, че ще участва в предстоящата уеб драма „How Are You Bread“. Планира се сериалът да се излъчва в Ю. Корея и Китай. През юли 2016 г. Сухо и Чен от EXO издават дует озаглавен „Beautiful Accident“ като оригинален саундтрак към едноименния китайски филм.
През януари 2017 г. той играе основната мъжка роля в специалната драма на MBC „The Universe's Star“, част от драматичната трилогия „Three Color Fantasy“. Записва и оригинален саундтрак, озаглавен „Starlight“, за драмата. През февруари 2017 г. Сухо си сътрудничи с джаз пианиста Song Young-joo за създаването на „Curtain“, последния сингъл от първия сезон на SM Station проект. През септември 2017 г. бе потвърдено, че Сухо ще бъде мъжкият водещ на филма „Female Middle Schooler A“.
През март 2018 г. си сътрудничи с Jang Jae-in и издава два дуета, озаглавени „Dinner“ и „Do You Have A Moment“. През май 2018 г. Сухо се завръща на малкия екран с южнокорейската адаптация на японската драма от 2012 г. „Rich Man, Poor Woman“. Той играе ролята на основател на ИТ компания, която беше представена от Шун Огури в оригинала. Също така участва и в „Student A“, филмова адаптация на уебтун, която излиза през месец юни 2018 г. От юли до август 2018 г. Сухо участва в мюзикъла „The Man Who Laughs“, играе ролята на Гуинплайн- чист герой, който има чудовищно лице. В първия ден на мюзикъла той получава овации и позитивни отзиви за ролята си от публиката.
На 28 октомври 2019 г. излиза VR филм, озаглавен „The Present“, в който Сухо играе ролята на младия предприемач Ха-Ньол, заедно с актьори като Шин Ха-Кюн и Ким Сеул-ги.

## Любопитно
- Личност: Примерна, учтива и внимателна
- Обича да се шегува много, но членовете казват, че шегите му не са смешни
- Той купува на своите колеги вкусна храна
- Той е Будист
- Обича да решава проблеми с мирни разговори
- Хобитата му са каране на колело, актьорско майсторство, играене на голф
- Любимата му храна е суши
- Най-запомнящият се подарък, който получи, беше електрическо пиано, което родителите му му подариха за завършване на гимназия
- Той може да прави лицеви опори с един и два пръста

## Дискография
| Заглавие                                                    | Година             | Класации           | Класации           | Класации           | Продажби (DL)      | Албум                              |
| Заглавие                                                    | Година             | KOR Gaon           | CHN V Chart        | US World           | Продажби (DL)      | Албум                              |
| Като основен певец                                          | Като основен певец | Като основен певец | Като основен певец | Като основен певец | Като основен певец | Като основен певец                 |
| ----------------------------------------------------------- | ------------------ | ------------------ | ------------------ | ------------------ | ------------------ | ---------------------------------- |
| "Beautiful"                                                 | 2014               | 75                 | N/A                | —                  | - KOR: 18 675      | Exology Chapter 1: The Lost Planet |
| "Playboy"                                                   | 2019               | —                  | —                  | —                  | N/A                | Exo Planet #4 – The EℓyXiOn [dot]  |
| Колаборации                                                 |                    |                    |                    |                    |                    |                                    |
| "My Hero" (나의 영웅) (with Leeteuk, Kassy & Jo Young-soo)  | 2016               | 177                | —                  | —                  | N/A                | S.M. Station Season 1              |
| "Curtain" (커튼) (with Song Young-joo)                      | 2017               | 74                 | —                  | 16                 | - KOR: 70 125+     | S.M. Station Season 1              |
| "Do You Have A Moment" (실례해도 될까요) (with Jang Jae-in) | 2018               | 91                 | —                  | —                  | N/A                | –                                  |
| "Dinner" (with Jang Jae-in)                                 | 2018               | —                  | —                  | 11                 | N/A                | –                                  |
| Саундтракове                                                |                    |                    |                    |                    |                    |                                    |
| "Saving Santa" (with Jung Eun-ji)                           | 2013               | —                  | N/A                | —                  | N/A                | Saving Santa OST                   |
| "Beautiful Accident" (with Chen)                            | 2016               | —                  | 4                  | —                  | N/A                | Beautiful Accident OST             |
| "Starlight" (낮에 뜨는 별) (с участието на Remi)            | 2017               | —                  | —                  | —                  | N/A                | The Universe's Star OST            |

## Филмография

### Филми
| Заглавие                  | Година | Роля           | Бележки               |
| ------------------------- | ------ | -------------- | --------------------- |
| Attack on the Pin-Up Boys | 2007   | Танцьор        | Extra                 |
| Saving Santa              | 2013   | Bernard (глас) | Korean dub; lead role |
| One Way Trip              | 2016   | Sang-woo       | Lead role             |
| Middle School Girl A      | 2018   | Hyun Jae Hee   | Lead role             |
| The Present               | 2019   | Ha Neul        | VR film               |

### Телевизионни сериали
| Заглавие             | Година | Канал              | Роля          | Бележки                     |
| -------------------- | ------ | ------------------ | ------------- | --------------------------- |
| To the Beautiful You | 2012   | SBS                | Себе си       | епизод 2                    |
| Prime Minister & I   | 2014   | KBS2               | Han Tae-woong | епизоди 10 – 12             |
| Exo Next Door        | 2015   | Naver TV Cast      | Suho          | Измислена версия на себе си |
| The Universe's Star  | 2017   | MBC, Naver TV Cast | Woo-joo       | Водеща роля                 |
| Rich Man             | 2018   | Dramax, MBN        | Lee Yoo-chan  | Водеща роля                 |
| How Are You Bread    | TBA    | Naver TV Cast      | Han Do-woo    | Водеща роля                 |

### Предавания
| Заглавие         | Година | Канал | Роля             |
| ---------------- | ------ | ----- | ---------------- |
| Inkigayo         | 2014   | SBS   | ко-водещ         |
| Fluttering India | 2015   | KBS   | Основен участник |

### Театър
| Заглавие           | Година | Роля                | Бележка                          |
| ------------------ | ------ | ------------------- | -------------------------------- |
| School OZ          | 2015   | Hans                | Holographic musical; водеща роля |
| The Last Kiss      | 2017   | Crown Prince Rudolf | Водеща роля                      |
| The Man Who Laughs | 2018   | Gwynplaine          | Водеща роля                      |

## Награди и номинации
| Година | Награждаване                               | Категория                            | Номенирана работа    | Резултат  |
| ------ | ------------------------------------------ | ------------------------------------ | -------------------- | --------- |
| 2016   | Click!StarWars TheFactNews Year-End Awards | Popular K-pop Star Award             | N/A                  | Спечелил  |
| 2018   | 7th Yegreen Musical Awards                 | Best New Male Actor Award            | The Man Who Laughs   | Номениран |
| 2018   | 7th Yegreen Musical Awards                 | Popularity Award Male Actor          | The Man Who Laughs   | Спечелил  |
| 2018   | 2018 Melon Music Awards                    | Hot Trend Award with Jang Jae-in     | Do You Have a Moment | Номениран |
| 2018   | Stagetalk Audience Choice Awards           | Best Male Rookie Musical Actor Award | The Man Who Laughs   | Спечелил  |
| 2019   | Asia Culture Awards                        | Male Rookie Actor                    | The Man Who Laughs   | Спечелил  |
| 2019   | 3rd Korea Musical Awards                   | Best Male Rookie Actor               | The Man Who Laughs   | Номениран |
| 2019   | 13th DIMF Awards                           | DIMF PR Ambassador                   | N/A                  | Спечелил  |
| 2019   | 15th JIMFF Awards                          | Discovery of the Year – Male Actor   | Middle School Girl A | Спечелил  |